# Kandidatturnering
Kandidatturneringer bliver brugt til at finde en udfordrer til verdensmesteren i skak. Verdensskakforbundet FIDE indførte efter 2. verdenskrig en VM-cyklus, hvor der blev afholdt zoneturneringer, som kvalificerede til interzoneturneringer, som igen kvalificerede til en kandidatturnering, hvor vinderen fik lov til at udfordre verdensmesteren. 
Den første VM-cyklus begyndte ovenpå VM i skak 1948, som var en matchturnering med fem af tidens stærkeste skakspillere, som blev vundet af Mikhail Botvinnik fra Sovjetunionen. 
Kvalifikationssystemet blev konstrueret således, at de øverst placerede i kandidatturneringen blev automatisk seedet til den efterfølgende kandidatturnering og dermed slap for at gå igennem interzoneturneringen igen.

## Første kandidatturnering
Den første kandidatturnering blev afholdt i Budapest i 1950, som en dobbeltrundet turnering med ti spillere, hvoraf deltagerne udover vinderen i VM-turneringen i 1948 i princippet var automatisk kvalificeret, men Samuel Reshevsky, Reuben Fine (som også havde meldt fra til VM-turneringen i 1948) og Max Euwe meldte fra, og de blev erstattet af spillere fra interzoneturneringen, som var blevet afholdt i Saltsjöbaden i 1949. Vinderen af kandidatturneringen i 1950 blev David Bronstein, som endte på samme pointtal som Igor Boleslavskij, men vandt omkampen.
Herefter blev kandidatturneringerne afholdt med skiftende deltagerantal frem til 1959, hvor man lagde sig fast på otte deltagere. I 1959 og 1962 kørte man så med firedobbelte runder. Men da 1962-turneringen i Curacao endte med at de tre øverste, Tigran Petrosian, Paul Keres og Efim Geller, havde spillet indbyrdes remis for at spare kræfterne i den lange turnering, besluttede FIDE at gå over til et matchsystem med kvartfinaler, semifinaler og finaler.

## Kuk i planlægningen
Dette holdt sig helt frem til 1985, hvor VM-matchen mellem Anatolij Karpov og Garri Kasparov blev afbrudt af FIDE-præsident Florencio Campomanes efter ca. fem måneders spil og en ny match planlagt til senere på året, hvilket brød ind i den kommende VM-cyklus. Derfor måtte man ændre turneringssystemet for den efterfølgende turnering, så taberen af VM-matchen kunne seedes direkte til finalen i kandidatturneringen. Da man allerede havde planlagt zone- og interzoneturneringer, valgte man at afvikle en ekstra turnering, hvor man skulle finde de fire deltagere i kvartfinalerne i kandidatturneringen.
Den efterfølgende kandidatturnering kom til at løbe fra 1988 til 1990 med en indledende matchrunde hvor man skulle finde syv af otte deltagere i kvartfinalerne, mens den ottende skulle være taberen af VM-matchen.

## To verdensmestre på én gang
Samme system blev brugt i den efterfølgende VM-cyklus, men her endte man uden en VM-match, idet vinderen af kandidatturneringen, Nigel Shortt, og verdensmesteren Garri Kasparov i utilfredshed med matchbetingelserne valgte at danne deres eget forbund og afvikle deres egen VM-match. FIDE tog titlen fra Kasparov og afviklede i stedet en match mellem de to Short havde besejret i semifinalen og finalen, Anatolij Karpov og Jan Timman, hvor Karpov vandt. Kasparov og Short afvikled samtidigt en match, som Kasparov vandt, og dermed var der to verdensmestre i skak – og to kvalifikationssystemer med hver deres kandidatturnering, hvor flere spillere gjorde deres lykke begge steder.

## Afskaffelse af kandidatsystemet
FIDE fortsatte efter nogenlunde samme system frem til 1996, hvor Karpov forsvarede sit mesterskab mod Gata Kamsky. Herefter gik man over til et knockout-system med flere deltagere, og hvor vinderen af turneringen blev verdensmester. I mellemtiden gik også Kasparovs såkaldt "klassiske" VM-titel væk fra kandidatsystemet, og blev i stedet ført tilbage til tiden før FIDE, hvor modstanderen i princippet blev håndplukket.
I 2006 fik man gennemført en genforeningsmatch mellem de to verdensmestertitler, så der igen er en indiskutabel verdensmester i skak. Matchen som stod mellem den klassiske verdensmester Vladimir Kramnik og FIDE-verdensmester Veselin Topalov, blev vundet af Kramnik.
I de første år efter genforeningsmatchen blev reglerne for VM-cyklusserne lavet om mellem hvert skakverdensmesterskab. VM i skak 2007 var en turnering med 8 deltagere som blev vundet af Viswanathan Anand. VM i skak 2008 var en match mellem den nye verdensmester Anand og den forrige verdensmester Kramnik, da Kramnik var blevet lovet en match i tilfælde af han ikke genvandt titlen i 2007.
Topalov havde ikke fået plads i 8-mandsturneringen om VM i 2007 efter at han tabte genforeningsmatchen i 2006. I stedet lovede FIDE ham særlige privilegier ved et efterfølgende VM. Derfor spillede Topalov en særlig udfordringsmatch mod vinderen af Chess World Cup 2007, Gata Kamsky, i 2009. Topalov vandt udfordringsmatchen og spillede mod Anand i VM i skak 2010 hvor Anand genvandt sin titel.

## Genindførelse af kandidatsystemet
Efterfølgende har FIDE genindført kandidatturneringer om retten til en titelmatch mod verdensmesteren. Den første nye kandidatturnering var kandidatturneringen 2011 som blev gennemført som en cup-turnering med 8 deltagere. Der var 4 partier mellem hver spiller i kvart- og semifinalerne, og 6 partier i finalen.
Kandidatturneringen 2013 og kandidatturneringen 2014 var begge dobbeltrundige alle mod alle-turneringer med 8 deltagere.